# 先锋镇 (寻甸县)
先锋镇，是中华人民共和国云南省昆明市寻甸回族彝族自治县下辖的一个镇。

## 行政区划
先锋镇下辖以下地区：
窑上村、普鲁村、富鲁村、鲁土村、大窝铺村、大竹箐村、白子村、木龙马村和打磨箐村。